# BH FF Training Centre
Das BH FF Training Centre ist ein Fußballstadion in der bosnisch-herzegowinischen Stadt Zenica innerhalb der Föderation Bosnien und Herzegowina. Es bietet auf seiner Haupttribüne Platz für 1500 Zuschauer und wird vom nationalen Fußballverband betrieben. Von der UEFA wurde es als Stadion der Kategorie II eingestuft. So tragen hier die U-Mannschaften als auch die A-Nationalmannschaft der Frauen hier ihre Spiele aus.

## Geschichte
Das Trainingszentrum wurde am 2. September 2013 offiziell eröffnet und wird seit dem Frühjahr 2014 betrieben und hat seine Auslastung dabei nach Angaben des Verbands seit jedem Jahr vergrößert. Seit Dezember 2018 gibt in Zusammenarbeit mit der Stadt Zenica Erweiterungsmaßnahmen auf dem Gelände der Anlage. Hierzu sollen weitere zwei Plätze mit Naturrasen, weitere Unterbringungsmöglichkeiten, eine Schwimmanlage, Fitnessräume, Sauna und Diagnosezentrum erbaut werden.

### Turniere
Bei der U-17-Fußball-Europameisterschaft der Frauen 2022 wurden in dem Stadion drei Gruppenspiele und ein Halbfinale ausgetragen.

### Länderspiele
2021 bestritt die Bosnisch-herzegowinische Fußballnationalmannschaft der Frauen im Stadion von Zenica ein Qualifikationsspiel für die Weltmeisterschaft 2023 gegen Montenegro.
- 9. Apr. 2022:  Bosnien und Herzegowina –  Montenegro 2:3 (2:2) (Qualifikation zur WM 2023)

## Anlage
Die Anlage beinhaltet zwei Spielfelder mit einer Größe von 105 × 68 m, von denen eines mit Naturrasen und eines mit Kunstrasen ausgestattet ist. Weiter gibt es noch eine Haupttribüne mit 1500 Plätzen und eine Hotelanlage. Insgesamt beträgt die Größe der Anlage 30.000 m².